# Diagram
Diagram (gr. διάγραμμα – zarys, figura geometryczna) – uproszczona reprezentacja graficzna pewnych pomysłów, idei, konstrukcji, zależności, danych statystycznych, bądź struktur anatomicznych, wykorzystywana we wszystkich dziedzinach życia do obrazowej reprezentacji wiedzy. Człowiek jest istotą, która większość informacji o otoczeniu czerpie ze zmysłu wzroku. Ludzkie oczy są bardzo wrażliwe na kształty i kolory. Jeżeli przekaz, który da się zawrzeć w słowach, zostanie przedstawiony na kolorowym diagramie, to dla odbiorców stanie się on łatwiejszy do zrozumienia. Pewne typy wykresów zwyczajowo nazywane są diagramami.

## Przykłady diagramów używanych wnauce
- Entity Relationship Diagram
- Data Flow Diagram
- diagram fazowy
- diagram Gantta
- diagram Grotriana
- diagram Hertzsprunga-Russella
- diagram Jabłońskiego
- diagram klas
- diagram Pareto
- diagram struktury
- diagram Venna
- diagram Hassego
- diagram konstelacji

Istnieją rodzaje diagramów takie jak kołowy, słupkowy, przy czym słupkowy może być pionowy lub poziomy.

## Programy do tworzenia diagramów
- Microsoft Visio – Windows (składnik pakietu biurowego Microsoft Office)
- iGrafx – Windows, rodzina narzędzi do tworzenia i zarządzania diagramami (głównie biznesowymi)